# The Green Knight

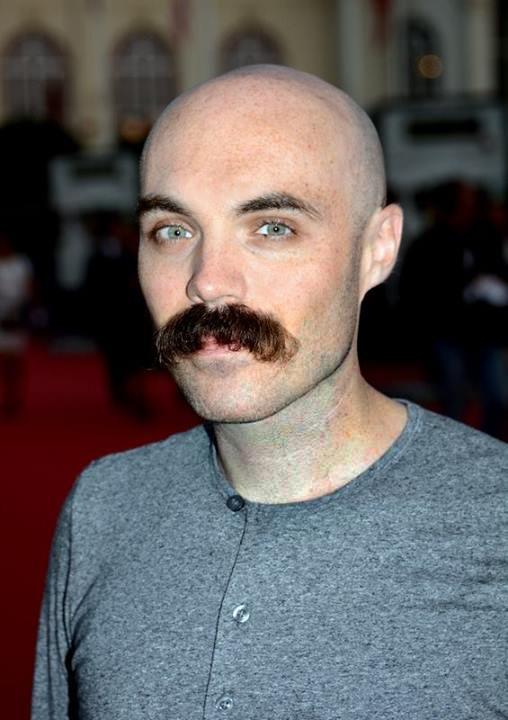
David Lowery, director de la cinta.

The Green Knight (El caballero verde en España y La leyenda del caballero verde en Latinoamérica) es una película estadounidense de fantasía medieval de 2021 dirigida, escrita, editada y producida por David Lowery, adaptada del poema del siglo XIV Sir Gawain y el Caballero Verde. La película es protagonizada por Dev Patel como Gawain, sobrino del Rey Arturo, que emprende un viaje para poner a prueba su coraje y enfrentarse al Caballero Verde. También está protagonizada por Alicia Vikander, Joel Edgerton, Sarita Choudhury, Sean Harris y Ralph Ineson.
The Green Knight fue estrenada en cines en Estados Unidos el 30 de julio de 2021 por A24.

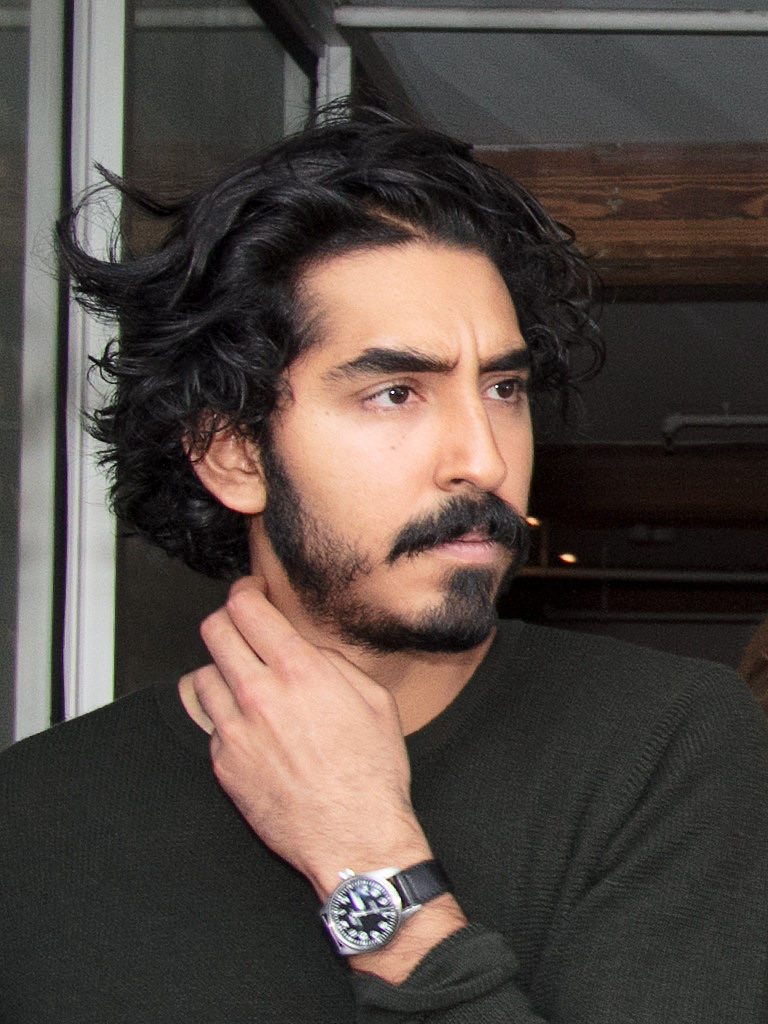
Dev Patel, quien interpreta a Gawain.

## Argumento

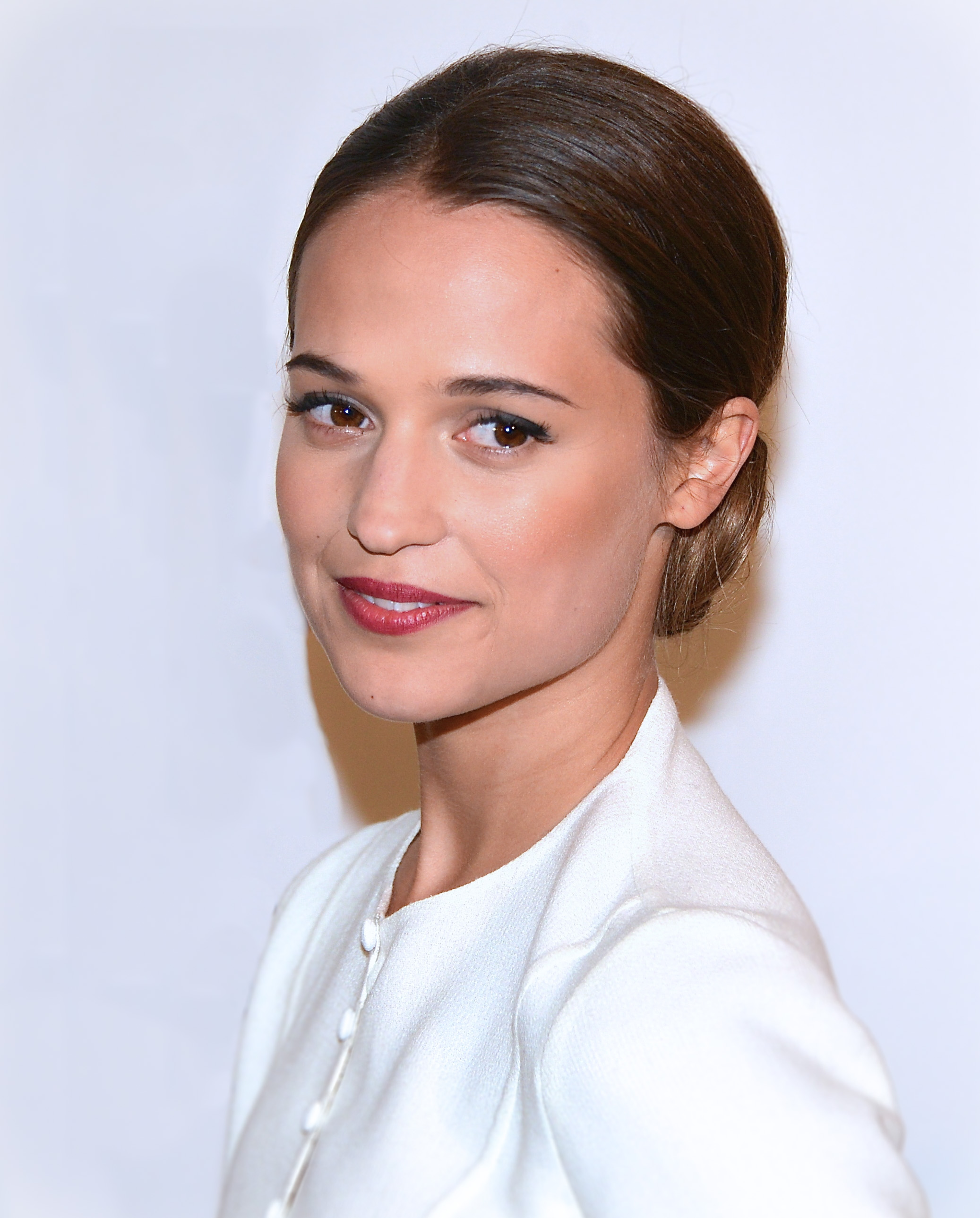
Alicia Vikander, quien interpreta a la dama.

Sir Gawain, un caballero recién nombrado de la Mesa Redonda del Rey Arturo, emprende un viaje para poner a prueba su coraje y enfrentarse al Caballero Verde.

## Personajes

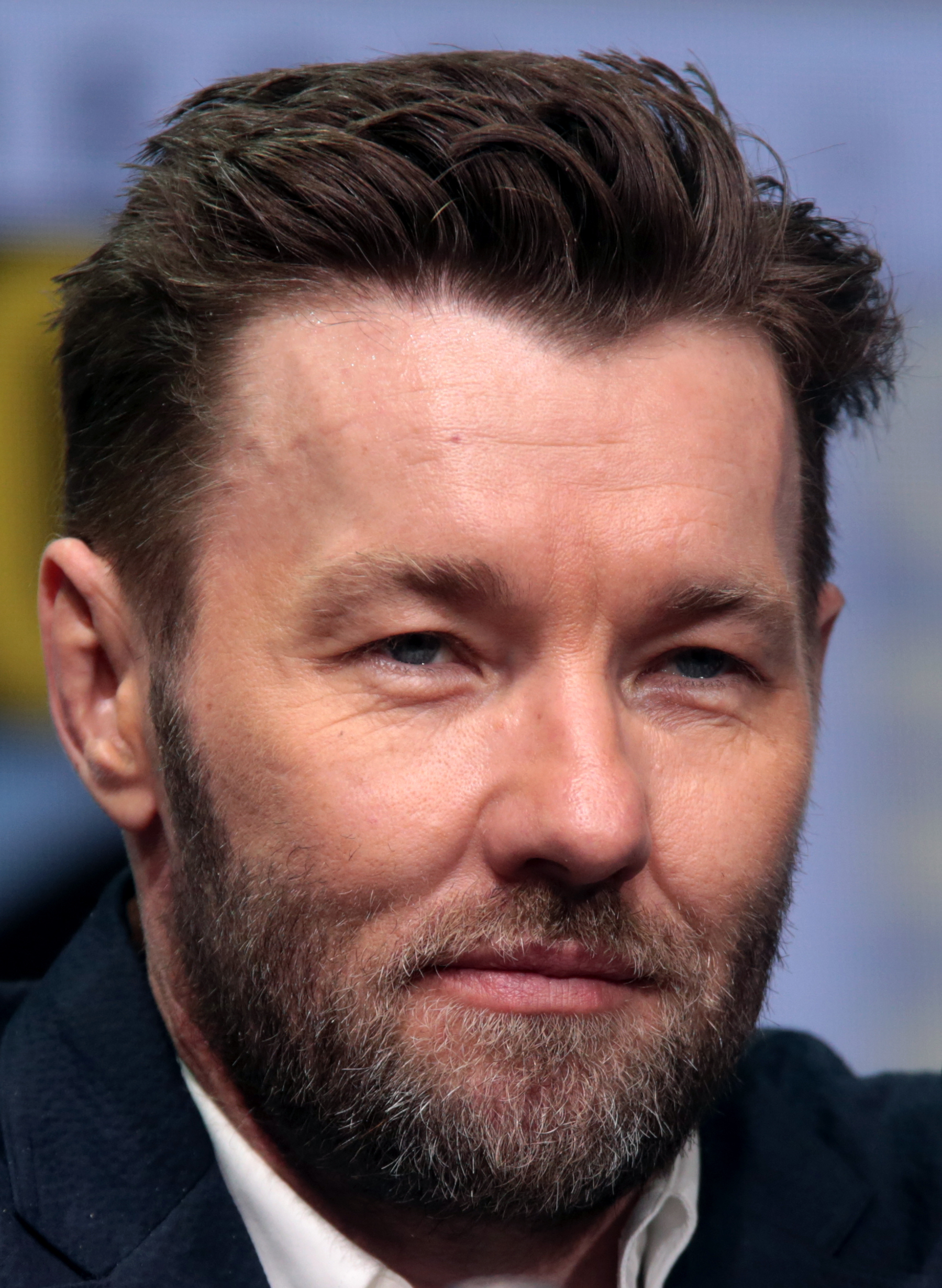
Joel Edgerton, quien interpreta al Lord.

- Dev Patel como Gawain: sobrino del rey Arturo.
- Alicia Vikander como Esel: prostituta y amante de Gawain.
- Joel Edgerton como Lord: Señor feudal que acoge a Gawain antes de que este llegue a la capilla verde.
- Alicia Vikander como Lady: Esposa del señor feudal.
- Sarita Choudhury como Madre: Hermana del rey Arturo y madre de Gawain.
- Sean Harris como el Rey Arturo:
- Kate Dickie como la Reina Ginebra: Esposa del rey Arturo
- Barry Keoghan como el Carroñero
- Ralph Ineson como el Caballero Verde
- Erin Kellyman como Winifreda

## Producción
El 5 de noviembre de 2018 se anunció que David Lowery escribiría y dirigiría un recuento moderno del poema del siglo XIV Sir Gawain y el Caballero Verde, con financiación de A24, Ley Line Entertainment y Bron Studios.
 En marzo de 2019, Dev Patel inició negociaciones para protagonizar la película. 
Ese mismo mes, Barry Keoghan y Ralph Ineson se unieron al elenco de la película. En abril de 2019, se anunció que Alicia Vikander y Erin Kellyman habían sido elegidas para participar en la película. 
La fotografía principal comenzó en marzo de 2019, con Ardmore Studios como lugar de rodaje. Weta Digital trabajó en los efectos visuales.

## Estreno
Se tenía programado que tuviera su estreno mundial en el festival South by Southwest el 16 de marzo de 2020, seguido de un estreno en cines el 29 de mayo de 2020. Sin embargo, debido a la pandemia de COVID-19, el festival se canceló y la película se retiró de la programación. David Lowery tampoco estaba satisfecho con el corte original de la película y pasó seis meses reeditando y reelaborando la película. Luego, la película se reprogramó para el 30 de julio de 2021. En el Reino Unido, la película estaba programada para estrenarse el 6 de agosto, pero fue cancelada debido a la propagación de la variante Delta de la COVID-19. La película se reprogramó más tarde para el 24 de septiembre de 2021 para su estreno en cines y Amazon Prime. En Latinoamérica su estreno fue el 21 de enero de 2022 en Amazon Prime Video.

## Taquilla
The Green Knight se estrenó junto con Jungle Cruise y Stillwater en Estados Unidos y Canadá, y se proyectaba que recaudaría alrededor de U$ cuatro millones de dólares en 2.790 cines en su primer fin de semana.  La película ganó 2,9 millones de dólares en su primer día, incluidos 750.000 dólares de los avances del jueves por la noche. Terminó con un rendimiento ligeramente superior, debutando con U$ 6,8 millones y terminó tercera en la taquilla detrás de Jungle Cruise y Old. La película se proyectó mejor en grandes mercados como Nueva York, Los Ángeles y San Francisco.

## Recepción
En el agregador de reseñas Rotten Tomatoes, la película tiene una aprobación del 90% basada en 159 reseñas, con una calificación promedio de 8.1/10. En consenso de los críticos del sitio: «El caballero verde honra y deconstruye su material original en igual medida, produciendo una aventura absorbente que lanza un hechizo fantástico».  
Metacritic le asignó un puntaje promedio de 84 sobre 100 basado en 45 críticas, dando a la película «aclamación universal». 
Audiencias encuestadas por CinemaScore le dieron a la película una calificación promedio de "C +" en una escala de A + a F.
Alison Willmore, escribiendo para Vulture dijo que la película «trata sobre alguien que sigue esperando que las fuerzas externas lo conviertan en la figura heroica y galante que él cree que debería ser», y agregó: «En el corazón de la película hay una lección tan atemporal como cualquier leyenda, viaja tan lejos como quieras, pero nunca podrás dejarte a ti mismo atrás».  
Brian Tallerico de RogerEbert.com le dio a la película una puntuación de 4/4 estrellas, describiendo la película como «una de las películas más memorables del año, un fascinante remolino de masculinidad, tentación, heroísmo y religión», y agrega: «Es una película que incorpora el concepto de narración y actuación en su narrativa... al mismo tiempo que teje su propio hechizo encantador en el público».
The Globe and Mail describió la película como «una obra hermosa, inquietante y enigmática que tiene en cuenta los elementos graves y trágicos del folclore para ofrecer una obra maestra de sangre, sexo y magia», y elogió la interpretación de Patel como Gawain.
Keith Watson de Slant Magazine le dio a la película una puntuación de 2.5 de 4 estrellas, describiéndola como «una toma conscientemente revisionista de la tradición de Camelot», y escribió que la película «suaviza los misterios perdurables, la psicología opaca y las idiosincrasias narrativas de Sir Gawain y el Caballero Verde, dando como resultado una obra que es sólo superficialmente más atrevida y enigmática que su material original».  
Simon Abrams de TheWrap escribió que «aunque hay mucho descaro encomiable y un curioso anhelo en El caballero verde, la película nunca es tan convincente como inusual».